# Orchestina elegans
Orchestina elegans är en spindelart som beskrevs av Simon 1893. Orchestina elegans ingår i släktet Orchestina och familjen dansspindlar.
Artens utbredningsområde är Filippinerna. Inga underarter finns listade i Catalogue of Life.